# Г'юго (ураган)
Ураган «Г'юго» (англ. Hurricane Hugo) — руйнівний ураган типу Кабо-Верде, що пройшов у вересні 1989 року над північною частиною Карибського моря і східним узбережжям США. Утворившись біля північного заходу Африки, Г'юго, рухаючись на захід, перетнув Атлантичний океан, короткочасно досягнувши п'ятої, вищої категорії за шкалою ураганів, після чого, ослабнувши до четвертої категорії, обрушився на острови Гваделупа і Санта-Крус, а після ослаблення до третьої категорії — на Пуерто-Рико. Повернувши на північний захід, ураган було ослаб до другої категорії, але потім знову почав посилюватися й після досягнення четвертої категорії пройшов над південно-східним узбережжям США, поступово слабшаючи, поки його залишки не досягли озера Ері. Жертвами урагану Г'юго стали майже сотня людей (офіційно — 47, зустрічається цифра 86 загиблих), а загальний збиток досяг десятка мільярдів доларів США. На той час це був найруйнівніший ураган в історії.

## Історія урагану

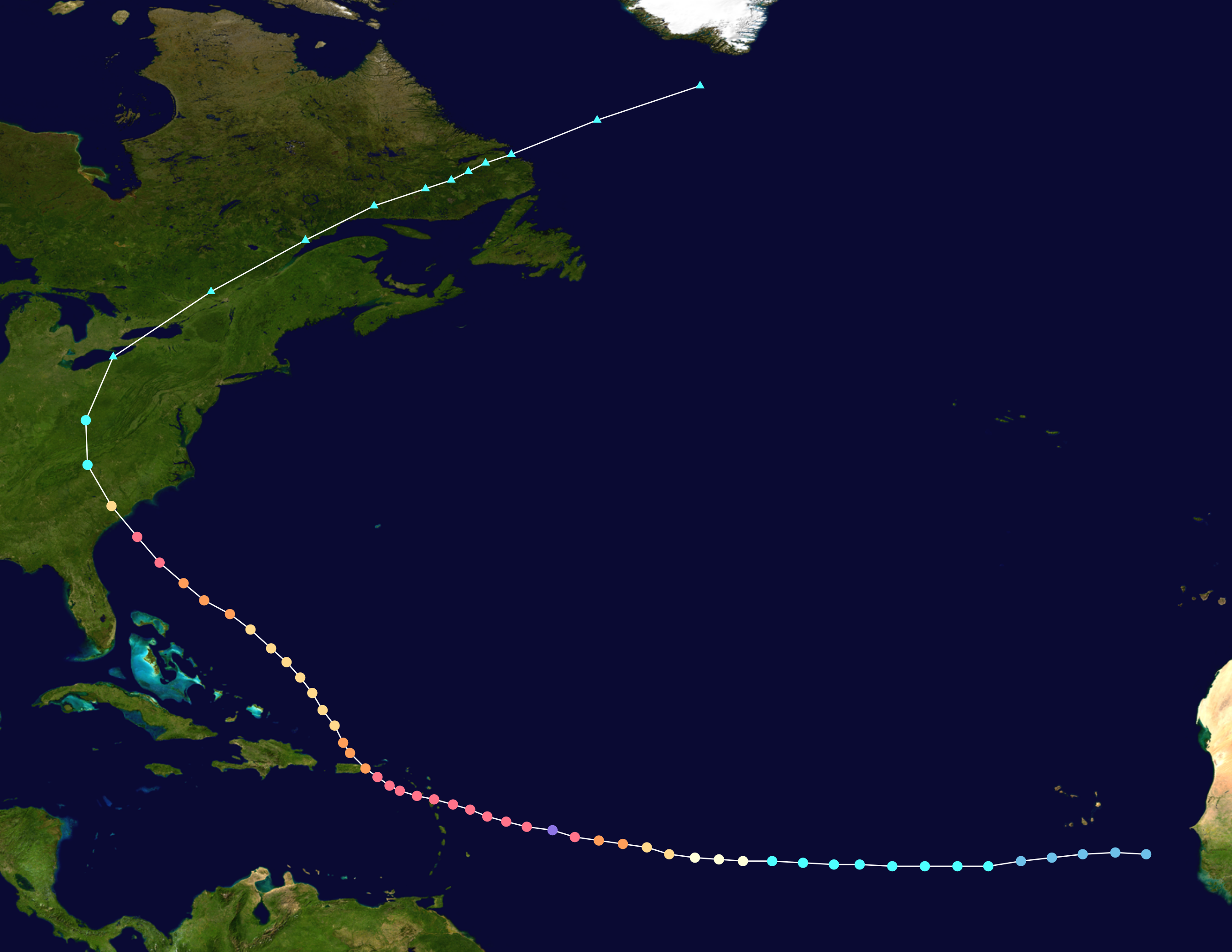
Траєкторія урагану

Г'юго був класичним ураганом кабовердійського типу. 9 вересня 1989 супутники зафіксували поблизу північного заходу Африки тропічну хвилю, з якої наступного дня поблизу островів Кабо-Верде (13°12′ пн. ш. 20°00′ зх. д. / 13.2° пн. ш. 20.0° зх. д.) утворилася тропічна депресія. Спочатку швидко просуваючись на захід через Атлантику, ця депресія стала набирати сили, а до другої половини 11 вересня швидкість вітрів у ній досягла 35 вузлів, тобто це був уже тропічний шторм (12°30′ пн. ш. 29°12′ зх. д. / 12.5° пн. ш. 29.2° зх. д.). Ще через дві доби швидкість вітрів у цьому штормі перевищила 64 вузли, тим самим Г'юго досяг рівня урагану (12°48′ пн. ш. 43°30′ зх. д. / 12.8° пн. ш. 43.5° зх. д.). Спочатку швидкість просування Г'юго на захід була великою, проте досить скоро він уповільнився. До 15 вересня за оцінкою метеорологів Г'юго досяг третьої категорії, але до середини дня швидкість вітрів досягла 125 вузлів, що відповідало четвертій категорії. До 18 години UTC того ж дня літаки «Мисливців за ураганами» зафіксували постійні вітри в 175 вузлів, а один з них (NOAA 42), потрапивши в мезавихор (14°36′ пн. ш. 54°36′ зх. д. / 14.6° пн. ш. 54.6° зх. д.), зафіксував вітер у 185 вузлів з поривами до 196 вузлів. Таким чином це був уже ураган п'ятої, найвищої категорії. Тиск в оці становив усього 918 мбар — найнижчий тиск, зафіксований над Атлантикою. Після цього Г'юго поступово пішов на спад.

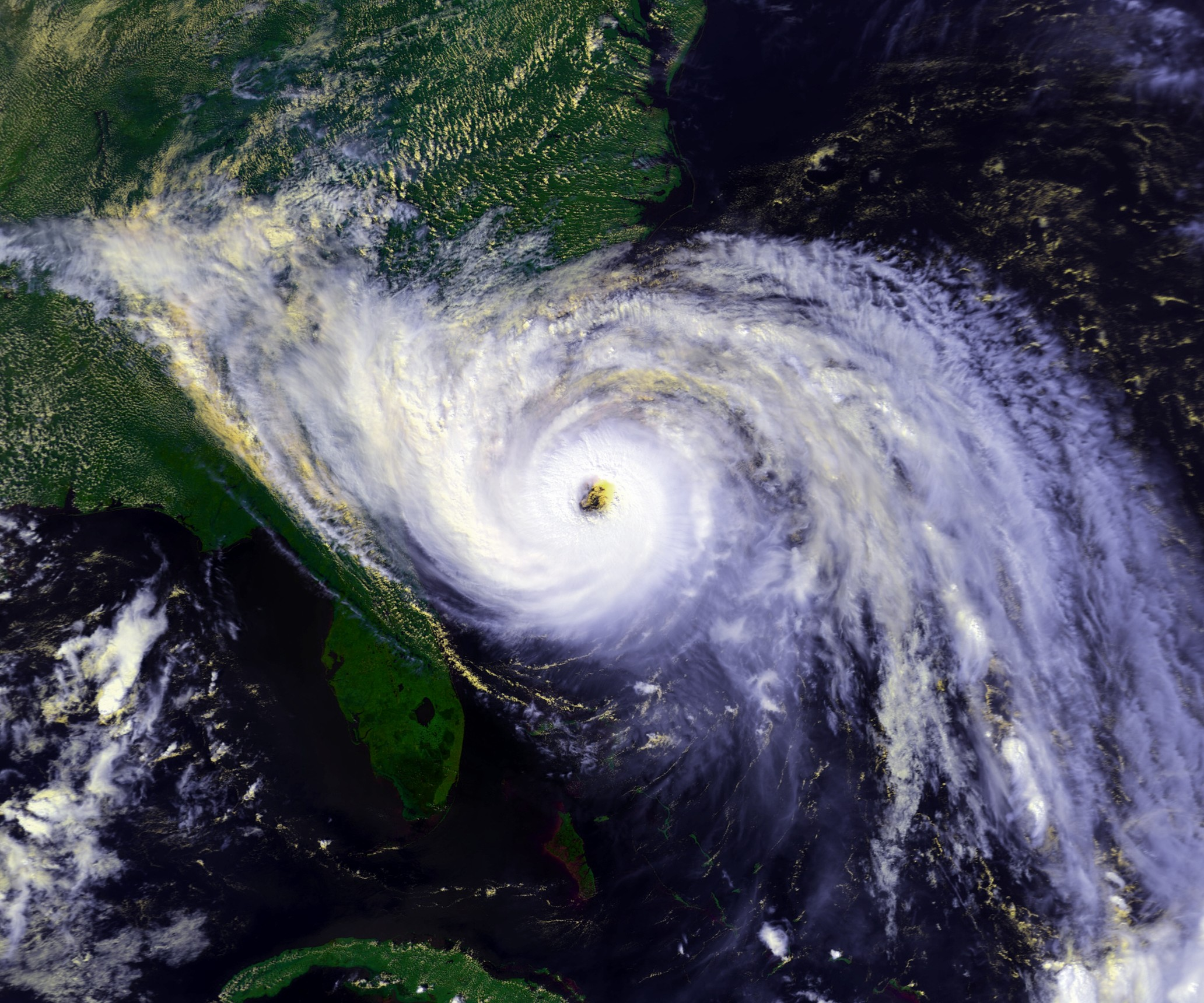
Г'юго біля узбережжя Південної Кароліни

17 вересня ослаблий до четвертої категорії Г'юго досяг Гваделупи (16°18′ пн. ш. 61°18′ зх. д. / 16.3° пн. ш. 61.3° зх. д.), зруйнувавши при цьому половину Пуент-а-Пітру, в ніч на 18 вересня пройшов над Санта-Крусом (17°42′ пн. ш. 64°48′ зх. д. / 17.7° пн. ш. 64.8° зх. д.), а незабаром перетнув північно-східну частину Пуерто-Рико (18°12′ пн. ш. 65°30′ зх. д. / 18.2° пн. ш. 65.5° зх. д.), після чого, вийшовши у відкритий океан, попрямував на північний захід. Проходячи над океаном протягом трьох днів, до початку 20 вересня (23°30′ пн. ш. 69°18′ зх. д. / 23.5° пн. ш. 69.3° зх. д.) Г'юго ослаб до другої категорії, а швидкість вітрів у ньому становила близько 90 вузлів. Однак потім ураган почав знову швидко набирати силу і в ніч з 21 на 22 вересня досяг четвертої категорії, коли обрушився на узбережжя Південної Кароліни біля Чарлстона (32°48′ пн. ш. 79°48′ зх. д. / 32.8° пн. ш. 79.8° зх. д.). Рухаючись потім уздовж східного узбережжя Г'юго почав швидко слабшати і до середини того ж дня досяг рівня шторму (35°54′ пн. ш. 81°42′ зх. д. / 35.9° пн. ш. 81.7° зх. д.), а ще через добу поблизу озера Ері (42°12′ пн. ш. 80°12′ зх. д. / 42.2° пн. ш. 80.2° зх. д.) — рівня грози. 25 вересня ця гроза, пройшовши над Ньюфаундлендом у північно-східному напрямку, вийшла в Атлантичний океан (58°00′ пн. ш. 46°00′ зх. д. / 58.0° пн. ш. 46.0° зх. д.).